# Andreas Vonkilch
Andreas Vonkilch (* 27. August 1973 in Mödling, Österreich) ist ein österreichischer Jurist und Universitätsprofessor am Institut für Zivilrecht der Universität Innsbruck.

## Ausbildung und beruflicher Werdegang
Vonkilch studierte Rechtswissenschaften an der Universität Wien. 1995 erfolgte die Sponsion zum Magister, 1999 die Promotion zum Doktor der Rechtswissenschaften. Seine Dissertation verfasste er zum Thema „Das Intertemporale Privatrecht“.
Er war als Universitätsassistent am Institut für Zivilrecht der Universität Wien tätig, wo er sich 2004 habilitierte (venia docendi für das Fach Bürgerliches Recht). Im Oktober 2004 folgte die Ernennung zum außerordentlichen Universitätsprofessor am Institut für Zivilrecht der Universität Wien.
Seit 2002 ist Vonkilch regelmäßiges Mitglied von Expertenkommissionen des Bundesministeriums für Justiz zur Vorbereitung von Reformen des österreichischen Zivilrechts sowie Vorsitzender des Forschungsbeirates der Forschungsgesellschaft für Wohnen, Bauen und Planen (FGW). Ferner ist er seit 2008 als Of counsel bei einer Wiener Rechtsanwaltskanzlei tätig.
Im Jahr 2014 folgte Vonkilch einem Ruf an die Universität Innsbruck, an welcher er seither als Universitätsprofessor für Zivilrecht tätig ist.
Vonkilch ist verheiratet und hat eine Tochter.

## Forschungsschwerpunkte
Vonkilchs Forschung erstreckt sich auf sämtliche Bereiche des österreichischen Privatrechts, insbesondere das Vertrags-, Verbraucherschutz- und Versicherungsrecht, das Recht der Finanzdienstleistung sowie das Wohn- und Immobilienrecht. 
Das gegenwärtig bedeutsamste von Vonkilchs zahlreichen Forschungsprojekten ist die von ihm mitherausgegebene dritte Auflage des Klang-Kommentars zum Allgemeinen Bürgerlichen Gesetzbuch.
Ein Schwerpunkt seiner Forschung liegt im Bereich des Wohn- und Immobilienrechts. Er ist Mitherausgeber von Kommentaren zum Miet- und Wohnungseigentumsrecht, Schriftleiter der Wohnrechtlichen Blätter (wobl) sowie Herausgeber des Jahrbuchs Wohnrecht. Zum Austausch zwischen Universität und Praxis zu Fragen des Wohn- und Immobilienrechts hat er nach der Annahme des Rufes nach Innsbruck mit seinem Fakultätskollegen Martin Häublein die Veranstaltungsreihe Innsbrucker Wohnrechtlicher Dialog (IWD) ins Leben gerufen. Er ist Tagungsleiter der Österreichischen Wohnrechtstage, die seit 2018 jährlich in Wien stattfinden.